# Goeridae
Goeridae zijn een familie van schietmotten.

## In Nederland waargenomen soorten
- Genus: Goera
  - Goera pilosa
- Genus: Lithax
  - Lithax obscurus
- Genus: Silo
  - Silo nigricornis
  - Silo pallipes
  - Silo piceus

## Geslachten
Geslachten staan hieronder vermeld met het aantal soorten tussen haakjes.

- Archithremma  (1)
- Ashmira  (1)
- Gastrocentrella  (1)
- Gastrocentrides  (2)
- Goera Stephens, 1829 (143)
- Goeracea  (2)
- Goerita  (3)
- Larcasia  (6)
- Lepania  (1)
- Lithax  (6)
- Silo  (12)
- Silonella  (1)